# Джордж Стиглър
Джордж Стиглър (на английски: George Stigler) е американски икономист, удостоен с Нобелова награда за икономика през 1982. Негов близък приятел е Милтън Фридман. 

## Биография
Джордж Стиглър е роден на 17 януари 1911 в Сиатъл, Вашингтон, САЩ. Той е единствено дете на семейството, мигрирало в Щатите от Германия. През 1931 завършва Северозападния университет. През 1938 г. получава докторска степен от Чикагския университет под научното ръководството на Франк Найт, а по-късно и преподава там.
През 1982 получава Нобелова награда за икономика за неговите творчески изследвания върху индустриалните структури, функционирането на пазарите и причините и ефектите на публичното регулиране.

## Публикувани трудове
- (1941) Production and Distribution Theories: 1870 – 1895. New York: Macmillan.
- (1961). The Economics of Information, Journal of Political Economy, June. (JSTOR)
- (1962). The Intellectual and the Marketplace. Selected Papers, no. 3. Chicago: University of Chicago Graduate School of Business.
- (1963). (With Paul Samuelson) A Dialogue on the Proper Economic Role of the State. Selected Papers, no.7. Chicago: University of Chicago Graduate School of Business.
- (1963). Capital and Rates of Return in Manufacturing Industries. National Bureau of Economic Research, Princeton, N.J.: Princeton University Press.
- (1965). Essays in the History of Economics. Chicago: University of Chicago Press.
- (1970). (With J.K. Kindahl) The Behavior of Industrial Prices. National Bureau of Economic Research, New York: Columbia University Press.
- (1971). The Theory of Economic Regulation. Bell Journal of Economics and Management Science, no. 3, pp. 3 – 18.
- (1975). Citizen and the State: Essays on Regulation.
- (1982). The Process and Progress of Economics, Nobel Memorial Lecture, 8 декември (with bibliography).
- (1982). The Economist as Preacher, and Other Essays. Chicago: University of Chicago Press.
- (1983).  The Organization of Industry.
- (1985). Memoirs of an Unregulated Economist, autobiography.
- (1986). The Essence of Stigler (ISBN 0-8179-8462-3) essays edited by Kurt R. Leube.
- (1987). The Theory of Price, Fourth Edition. New York: Macmillan.
- (1988), ed. Chicago Studies in Political Economy.